# 东斯拉夫命名习俗
东斯拉夫命名习俗是在俄罗斯及其他前独联体国家的人名命名传统。它在俄罗斯、乌克兰、白俄罗斯、中亚国家和高加索国家普遍使用，其他国家的东斯拉夫裔人士也采用这种传统。在绝大多数情况下，一个东斯拉夫式的全名（ФИО）由三部分组成，名（имя）、父称（отчество）和姓（фамилия）。一般全名采用名、父称、姓的顺序，而在统计或正式场合采用姓、名、父称的顺序以便将人名按姓的首字母排列。根据俄罗斯、乌克兰和白俄罗斯的法律，这三个国家的公民的全名必须由名、父称和姓组成，外国人归化可以没有父称。

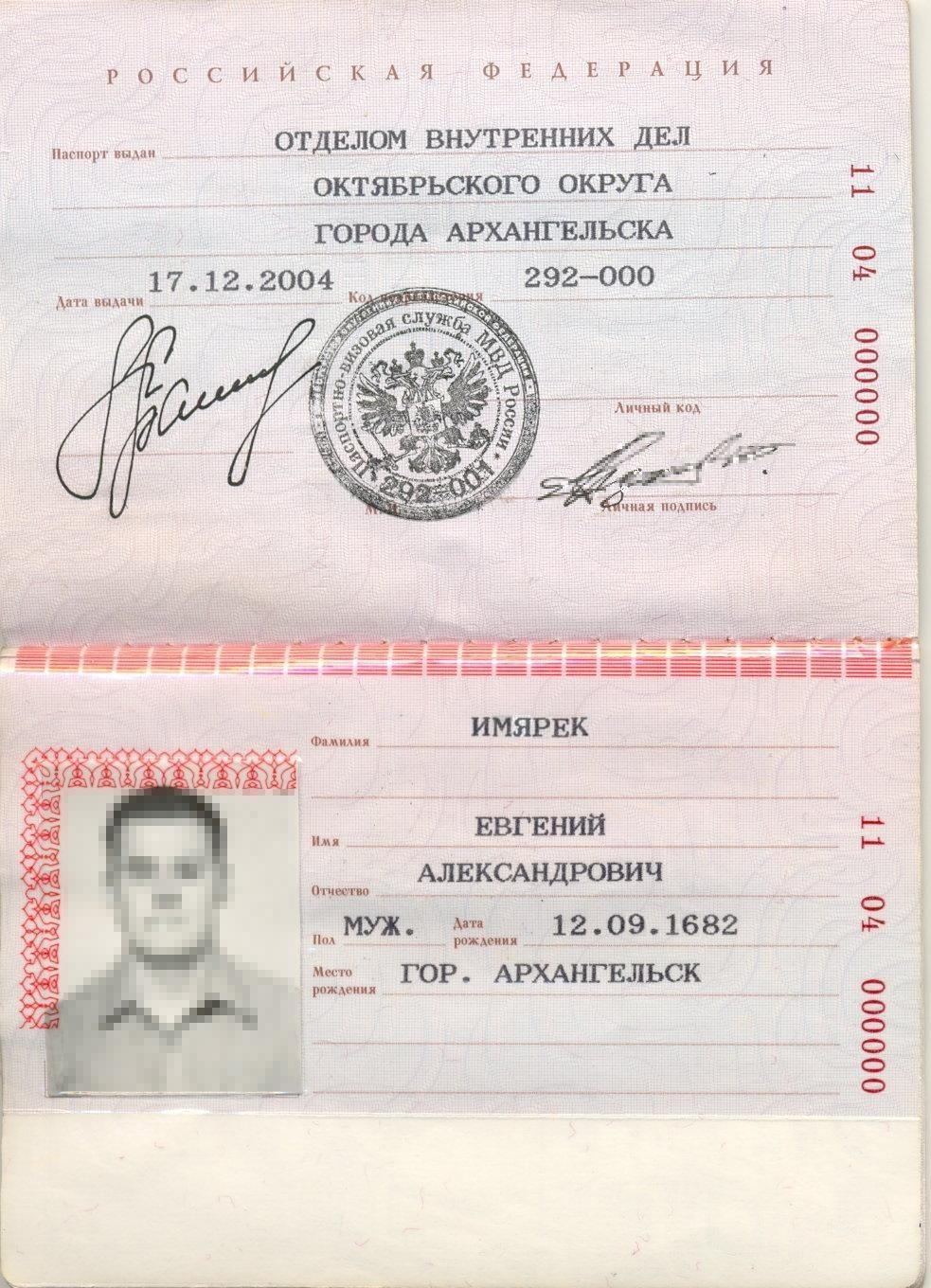
这是一位俄罗斯公民的国内护照。上面显示了这位男子的姓——伊米亚列克（Имярек）、名——叶夫根尼（Евгений）和父称——亚历山德罗维奇（Александрович）。

称呼一个人时，为表尊敬，例如对教师、领导等，需要使用名+父称来称呼，如弗拉基米尔（名）·弗拉基米罗维奇（父称）。而为表亲昵，亲人及很好的朋友间用小名（имя уменьшительное）称呼，如瓦洛佳。值得注意的是，名字可以被视作名词（少数作形容词）参与变格。

## 名
通常，父母会为新生儿选择一个名，名通常来自于东正教传统教名或前基督时代的斯拉夫名。不同的名有不同的起源，如希伯来语、希腊语、拉丁语、保加利亚语、北欧语言或斯拉夫起源等等。几乎所有名都是单名，只有少数人的名是复合名，复合名一般来自于其他语言。男性和女性的名有别，通过看一个人的名就可以看出他/她的性别。
西方人名不避讳父祖的名。在东亚文化圈，名中通常不能使用父亲和祖先的名中含有的字，遑论重复使用祖先的名。而对于后苏联时代国家的人来说，使用伟大的人、值得崇敬的祖先的名是很常见的。例如，列宁的名是弗拉基米尔（Владимир），苏联许多父母为表示尊敬列宁，给自已的儿子取名作弗拉基米尔。又如普京的名是弗拉基米尔，他父亲的名也是弗拉基米尔，这可能是因为他的父亲希望他有自己的品格。
小名一般是由名的词根或词干派生出来的，一个名通常有一个或多个小名形式，有的名没有小名形式；不同的小名形式可能表现不同的亲昵程度，如对小孩或亲密的年轻女性使用深情的小名，对关系特别好的男性朋友使用俚語形式的小名。

## 父称
父称，顾名思义是由父亲的名派生出来的，例如伊万（Иван）的儿子的父称应是伊万诺维奇（Иванович），而闺女的父称则是伊万诺芙娜（Ивановна）。一般来说，男性的父称是在父亲的名后加 -(о/е)вич，女性的父称在父亲的名后加 -(о/е)вна，其中о会在辅音后出现，е在软音后出现，而о/е+(в)在元音后不出现，也有的名不按照一般的规则变为父称。
| 父亲的名         | 种类       | 男性的父称                | 女性的父称                |
| ---------------- | ---------- | ------------------------- | ------------------------- |
| 伊万 Иван        | 以辅音结尾 | 伊万诺维奇 Иванович       | 伊万诺芙娜 Ивановна       |
| 德米特里 Дмитрий | 以软音结尾 | 德米特里耶维奇 Дмитриевич | 德米特里耶芙娜 Дмитриевна |
| 库济马 Кузьма    | 以元音结尾 | 库济米奇 Кузьмич          | 库济米尼奇娜 Кузьминична  |

最早时，罗斯人的命名习俗没有姓氏，古代东斯拉夫人的名字是如 Иван Петров сын 这样的名字，意为彼得的儿子伊万，为了区分同名的人而说出他/她的父亲是谁。在17世纪，父称是沙皇赐给官员、贵族或有功的人的特权。例如，1610年，沙皇瓦西里四世为了表彰斯特罗加诺夫家族对西伯利亚盐业开发的贡献，允许彼得·斯特罗加诺夫有父称，在命令中说：“……让他加上 ович，不允许在莫斯科以外审判他，不向他收取额外的费用，不亲吻十字（发誓）……”。现代意义的父称成熟于19世纪。
现在，父称可以在必要时更改。如一个成年人与自己的父亲关系极为不好，或一个被收养的人为了表示对自己的养父的尊重，可以更改自己的父称。抚养人可以为未成年的儿童作相同的决定。一个没有生父和继父的单亲儿童的母亲可能为这个儿童起一个以自己的名、儿童自己的名或其他人名派生出的父称作儿童的父称，或简单地起一个难懂的父称；在现代的俄罗斯第一种情况不被法律所允许，而在实际登记时可以这样实践，尤其是母亲的名是男女同词根的名时，如母亲的名是叶芙根妮娅（Евгения），有对应的男名形式是叶夫根尼（Евгений），那么儿子的父称可能是叶夫根尼耶维奇（Евгениевич）；再如白俄罗斯总统卢卡申科的生父不明，他也没有继父，他的父称格里戈里耶维奇来源不明。

## 姓
姓的常见后缀是 -ов -ев -ин -ский -цкий -ко -ук -ич -ец 等，姓的女性形式对应则是 -ова -ева -ина -ская -цкая -ко -ук -ич -ец，许多姓的男女形式不同。前两种后缀表示是谁的后裔，例如，帕夫洛夫/巴甫洛夫（Павлов）可能有祖先的名是帕维尔（Павел），米亚斯尼科夫（Мясников）的祖先可能是屠夫（мясник）。第四种和第五种后缀表示相关性，如舒伊斯基（Шуйский）曾持有舒亚（Шуя）这一地方，穆拉维约夫-阿穆尔斯基（Муравев-Амурский）原姓穆拉维约夫，因他侵略中国、占领阿穆尔河（黑龙江）流域“有功”，被皇帝批准使用阿穆尔斯基这一后缀。后几种后缀是乌克兰和白俄罗斯血统的常见后缀。女性在嫁人后通常改变自己的姓随夫姓，如维多利亚·彼得罗芙娜·杰尼索娃在嫁给勃列日涅夫后，改姓勃列日涅娃；其他较为少见的情形有夫随妻姓、夫妻别姓（都不改变自己的姓）；还有的人结婚后采用双方的姓氏连起来，如伊万诺夫（Иванов）和彼得罗夫斯卡娅（Петровская）结婚后分别改姓伊万诺夫-彼得罗夫斯基（Иванов-Петровский）和伊万诺娃-彼得罗夫斯卡娅（Петрова-Петровская）。
姓氏通常参与变格，男性的姓分不同结尾形同名词或形容词变格，然而特例是典型的俄罗斯姓氏视名词变化时，工具格应变为 -ы(и)м 而不是 -о(е)м。下面是几个例子。
| 格     | 男姓     | 女姓     |
| ------ | -------- | -------- |
| 主格   | Иванов   | Иванова  |
| 属格   | Иванова  | Ивановой |
| 与格   | Иванову  | Ивановой |
| 宾格   | Иванова  | Иванову  |
| 工具格 | Ивановым | Ивановой |
| 前置格 | Иванове  | Ивановой |

| 格     | 男姓    | 女姓    |
| ------ | ------- | ------- |
| 主格   | Ильин   | Ильина  |
| 属格   | Ильина  | Ильиной |
| 与格   | Ильину  | Ильиной |
| 宾格   | Ильина  | Ильину  |
| 工具格 | Ильиным | Ильиной |
| 前置格 | Ильине  | Ильиной |

| 格     | 男姓       | 女姓      |
| ------ | ---------- | --------- |
| 主格   | Зеленский  | Зеленская |
| 属格   | Зеленского | Зеленской |
| 与格   | Зеленскому | Зеленской |
| 宾格   | Зеленского | Зеленскую |
| 工具格 | Зеленским  | Зеленской |
| 前置格 | Зеленском  | Зеленской |

| 格     | 男姓     | 女姓     |
| ------ | -------- | -------- |
| 主格   | Шевченко | Шевченко |
| 属格   | Шевченко | Шевченко |
| 与格   | Шевченко | Шевченко |
| 宾格   | Шевченко | Шевченко |
| 工具格 | Шевченко | Шевченко |
| 前置格 | Шевченко | Шевченко |

| 格     | 男姓      | 女姓    |
| ------ | --------- | ------- |
| 主格   | Мельник   | Мельник |
| 属格   | Мельника  | Мельник |
| 与格   | Мельнику  | Мельник |
| 宾格   | Мельника  | Мельник |
| 工具格 | Мельником | Мельник |
| 前置格 | Мельнике  | Мельник |

## 名字的俄罗斯化和斯拉夫化
从19世纪开始，俄罗斯帝国和后来的苏联对境内的其他民族不断施行俄化政策。政府有时要求其他民族登记俄化的父称和姓。在中亚，多数人采用了父称和俄化的姓氏。如前哈萨克斯坦总统纳扎尔巴耶夫（Назарбаев）的姓来源于纳扎尔贝伊，加上了俄化的后缀。许多突厥民族的人并没有姓，他们采用了父亲的名加 -о(е)в 的办法变为姓，这使上世纪初出生的许多中亚人和阿塞拜疆人的父称和姓的词根是一样的，如沙拉夫·拉希多维奇·拉希多夫，显然他的父亲名为拉希德。苏联也允许突厥民族的人采用自己的父称方式，如在父亲的名后加 -ұлы -оглы/оғлу 或 -қызы。再比如，谢尔盖·库茹格托维奇·绍伊古的父亲是库茹格特·谢尔盖耶维奇·绍伊古，祖父是谢列耶·马耶维奇·库茹格特，他的家族原姓库茹格特（Кужугет），出生时库茹格特·谢列耶维奇·绍伊古的名字是绍伊古·库茹格特，绍伊古是名，库茹格特是姓，登记人员不慎将姓名弄反，库茹格特·绍伊古这一支便以原本的名绍伊古为姓。
法律豁免加入俄籍的外国人采用父称的义务。有的归化人也采用父称，如布鲁诺·庞泰科尔沃归化苏联后采用了俄化的姓名布鲁诺·马克西莫维奇·庞泰科尔沃，他的父亲名为马克西姆；伊利娜·陆奥男夫娜·袴田的父称是由他父亲袴田陆奥男加上后缀而来的。